# 凱利·貝茨虐殺案
凱利·安妮·貝茨（英語：Kelly Anne Bates，1978年5月18日－1996年4月16日），英國青少年，17歲時在曼彻斯特被男友詹姆斯·帕特森·史密斯（James Patterson Smith，约1948出生）謀殺。她被折磨超過四個星期，眼睛在死前三星期內被挖出，最後在浴缸中溺斃。
此案由大曼彻斯特警察局的警長約瑟夫·莫納漢（Joseph Monaghan）負責，他表示在警隊任職15年中從沒有看過這麽恐怖的案件。負責檢驗貝茨遺體的病理學家威廉·勞勒（William Lawler）表示，貝茨身上的傷是他曾檢驗過的謀殺案死者中最糟糕的。史密斯曾有虐待前性伴侶的歷史。他拒絕承認謀殺貝茨，在1997年11月19日被判處無期徒刑。

## 背景
詹姆斯·史密斯住在曼彻斯特戈頓，是一名離婚的失業人士。身邊的熟人形容他「驕傲自滿」和「整潔乾淨」，他亦是一位禁酒者和非吸菸者。1980年，他的10年婚姻在他對妻子的暴力行為後結束。1980年至1982年間，他和當時20歲的蒂娜·華生（Tina Watson）交往，並視對方為「出氣袋」，甚至在對方懷孕期間嚴重毆打對方。她说：「最初只是輕輕拍打，但後來每天如是。他會摑我的臉，或用菸灰缸擊打我的頭。他會踢我的腿或者雙腿之間。」史密斯還曾試圖在她沐浴時淹死她，因此她逃離這段關係。1982年，史密斯與15歲的溫蒂·莫特斯克（Wendy Mottershead）展開關係，但溫蒂也成為史密斯的暴力受害者之一。史密斯曾將她的頭壓進廚房水槽，企圖把她淹死。
1993年，史密斯遇上14歲的凱利·貝茨，當時她是史密斯朋友的保姆。大約兩年後，貝茨離開學校，隱瞞父母湯米（Tommy）和瑪格麗特（Margaret）與史密斯同住在戈頓弗尼沃爾路（Furnival Road）上史密斯的房子。貝茨的母親說第一次看到史密斯時，他和貝茨已同居兩個月：「當我看到史密斯時，我感到背上和頸部毛髮直豎，我嘗試一切方法希望凱莉·安離開他。」
雖然貝茨因為和史密斯爭執而離開他，她在1995年11月時回到史密斯身邊，並同居在弗尼沃爾路。她的父母當時已注意到貝茨身上的傷痕，但貝茨解釋這些傷痕是意外造成的。她漸漸和家人疏遠並在1995年12月時辭去她的兼職工作。1996年3月，她的父母收到一張據稱是貝茨發出的生日和結婚紀念賀卡，寫卡片的人卻是史密斯。貝茨的兄弟嘗試到史密斯的房子探望她時，史密斯都說她不在家。當一個鄰居詢問貝茨的情況，她也只在樓上的窗口露面。

## 謀殺
1996年4月16日，史密斯報告當局，他在與貝茨在浴室爭執時失手殺死了她，並聲稱她因溺水死亡，他試圖救她但不果。他還聲稱，貝茨常常假裝暈倒。警察去史密斯的家，發現貝茨全身赤裸躺在卧室，屋內滿佈她的血漬，驗屍結果顯示她身上有超過150處獨立的傷痕。去世前一個月中，她持續被束縛著，通常是用她的頭髮繞著脖子，把她綁在暖爐上或家具上。
相驗她遺體的英國內政部病理學家威廉·勞拉（William Lawler）表示：「我在職業生涯中曾檢查了近600名被殺害者的遺體，但我從未看過有受害者所受的傷害是如此遍佈全身。」以下是貝茨身上發現的傷痕：
- 臀部和左腿被燙傷
- 大腿有熨斗燒傷的傷痕
- 一處手臂骨折
- 多處由刀、叉子、剪刀造成的傷痕
- 嘴內部被刺傷
- 兩隻手出現粉碎性骨折
- 耳朵、鼻子、眉毛、嘴唇和生殖器被割掉
- 由鏟子和園藝剪造成的傷口
- 兩眼被挖出
- 掉了眼球的眼窩被刺傷
- 部分頭皮被剝皮

病理學家確認貝茨的眼球在她去世五天至三週內被移除。她處於飢餓狀態，失去約20公斤的體重，去世前數天沒有喝過水。本案檢察官彼得·奧彭肖（Peter Openshaw）認為：「史密斯好像故意損壞貝茨的外觀，給她帶來極大的痛苦和苦難……這些傷痕不是一次劇烈的暴力造成的，而是經過長時間造成，所以才會這麽遍佈全身和可怕。被告必定是故意和有系統地折磨該名女孩。」貝茨死亡的原因是溺斃，在此之前，她被人以蓮蓬頭擊打頭部。奧彭肖並表示，她的死是對她仁慈結局。

## 審判
史密斯拒絕承認謀殺，並聲稱是貝茨讓他陷入地獄般的困境。他還聲稱，她嘲笑他已過世的母親，而且有「傷害自己的壞習慣，讓我看起來很糟糕」。當史密斯被要求解釋為什麽他要弄瞎、刺傷和毆打貝茨，他說貝茨挑釁說他不敢這樣傷害她。精神科顧問吉莉安·梅澤（Gillian Mezey）告訴法庭，史密斯有嚴重的病態妄想症，並活在一個被扭曲的現實世界。
曼徹斯特皇家法院陪審團花了一個小時裁定49歲的史密斯謀殺貝茨的罪名成立，判處他終身監禁，薩克斯（Sachs）法官建議史密斯至少需服20年刑期。他對史密斯說：「這是一宗可怕的案件，將一個人傷害至體無完膚。你是一個高度危險人物，向婦女施虐，因此我決定，在我權力範圍內，讓你不能再虐待他人。」
本案中，陪審團成員接受專業諮商，幫助他們處理看過貝茨身上傷害的照片和這宗「令人欲嘔的暴力」案件後所產生的精神傷害。

## 媒體報導

### 電視
關於這宗謀殺案的電視紀錄片：
- 《英國最黑暗的禁忌》（Britain’s Darkest Taboos）第4季第2集：〈我們的女兒被虐待狂男友折磨致死〉（Our Daughter Was Tortured To Death By Her Sadistic Boyfriend）。2015年2月22日在罪案及調查（英语：Crime & Investigation (European TV channel)）首播[7][13]。

## 參看
- 施虐人格障礙